# Escut de Lavalleja
L'escut de Lavalleja consta de tres franges horitzontals de color blau, blanc i vermell. En el seu interior té un dibuix del sol de Maig, el qual il·lumina el Cerro Arequita. En la part inferior esquerra del mateix escut figuren una arada i una parva de blat, i en la part dreta un brau, els tres símbols de la riquesa del departament.